# Palo Grande (Chiriquí)
Palo Grande es un corregimiento del distrito de Alanje en la provincia de Chiriquí, República de Panamá. La localidad tiene 578 habitantes (2010).